# Schwanebeck
Schwanebeck är en stad i Landkreis Harz i förbundslandet Sachsen-Anhalt i Tyskland.
Kommunen ingår i förvaltningsgemenskapen Vorharz tillsammans med kommunerna Ditfurt, Groß Quenstedt, Harsleben, Hedersleben, Selke-Aue och Wegeleben. Den tidigare kommunen Nienhagen uppgick i Schwanebeck den 1 januari 2010.